# Khlibodarske
Khlibodarske (ukrainien : Хлібодарське, russe : Хлебодарское, Khlebodarskoïe) est une commune urbaine de l'oblast d'Odessa, en Ukraine. Elle compte 2 543 habitants en 2021.